# 1067 Lunaria
1067 Lunaria è un asteroide della fascia principale. Scoperto nel 1926, presenta un'orbita caratterizzata da un semiasse maggiore pari a 2,8715569 UA e da un'eccentricità di 0,1921344, inclinata di 10,54695° rispetto all'eclittica.
Il suo nome fa riferimento alle piante del genere Lunaria.